# Wetheringsett-cum-Brockford
Wetheringsett-cum-Brockford – civil parish w Anglii, w Suffolk, w dystrykcie Mid Suffolk. W 2011 civil parish liczyła 669 mieszkańców.